# Zygomyia freemani
Zygomyia freemani är en tvåvingeart som beskrevs av Lane 1951. Zygomyia freemani ingår i släktet Zygomyia och familjen svampmyggor. Inga underarter finns listade i Catalogue of Life.